# Лив Бойри
Лив Бойри e модел и професионален покер играч и TV водеща от Великобритания. Избрана е за най-секси покер играч, жена на 2010 година.

## Биография
Тя е родена в Кент, Англия през 1984 година.

### Образование
Лив учи физика в Манчестър, преди да се премести в Лондон и да се захване с модата и впоследствие с покера.

### Кариера
От септември 2010 г. тя е част от екипа на PokerStars.